# Glogovica (gmina Aleksinac)
Glogovica (cyr. Глоговица) – wieś w Serbii, w okręgu niszawskim, w gminie Aleksinac. W 2011 roku liczyła 807 mieszkańców.